# Guerre des chasseurs de bisons
 (avril 2020).
Si vous disposez d'ouvrages ou d'articles de référence ou si vous connaissez des sites web de qualité traitant du thème abordé ici, merci de compléter l'article en donnant les références utiles à sa vérifiabilité et en les liant à la section « Notes et références ».
Batailles
Guerres apaches

- Point of Rocks (en)
- Wagon Mound (en)
- Combat de Bell (en)
- Cieneguilla (en)
- Ojo Caliente Canyon (en)

- Diablo Mountains (en)
- Expédition d'Antelope Hills (en)
- Little Robe Creek (en)
- 1re Adobe Walls

- Cooke's Spring (en)
- Expédition de Bonneville (en)
- Madera Canyon (en)
- Mimbres River (en)
- Affaire Bascom
- Tubac
- Cooke's Canyon
- Florida Mountains
- Gallinas Mountains
- Placito
- Pinos Altos
- 1re Dragoon Springs
- 2e Dragoon Springs
- Apache Pass
- Big Bug
- Mowry (en)
- Mount Gray
- Doubtful Canyon
- Fort Buchanan

- Pipe Spring

- Camp Grant
- Wickenburg
- Burro Canyon
- Tonto Basin
- Salt River Canyon
- Turret Peak (en)
- Sunset Pass (en)

- Yellow House Canyon (en)

- Ojo Caliente
- Las Animas Canyon
- Hembrillo Basin (en)
- Alma (en)
- Fort Tularosa (en)
- Carrizo Canyon (en)

- Cibecue Creek
- Fort Apache (en)
- McMillenville (en)
- Big Dry Wash
- Lordsburg Road
- Devil's Creek (en)
- Little Dry Creek (en)
- Nacori Chico
- Bear Valley (en)
- Pinito Mountains

- Kelvin Grade (en)
- Cherry Creek (en)
- Guadalupe Canyon (en)

La guerre des chasseurs de bisons, également connue sous le nom de guerre des plaines jalonnées, a eu lieu en 1876 et 1877. Environ 170 guerriers Comanches et leurs familles dirigés par le chef quohadi Black Horse ont quitté le territoire indien en décembre 1876 pour la Llano Estacado du Texas. En février 1877, ils ont, avec leurs alliés apaches, commencé à attaquer les camps de chasseurs de bisons dans le pays de la rivière Rouge du Texas Panhandle, tuant ou blessant plusieurs chasseurs. Ils ont également volé des chevaux au camp de Pat Garrett.
Quarante-cinq chasseurs, dirigés par Hank Campbell, Jim Smith et Joe Freed, et guidés par Jose Tafoya (en), ont quitté Rath City (en) , un poste de traite sur la rivière Double Mountain Fork Brazos (en). Smoky Hill Thompson est resté derrière pour diriger la défense du poste de traite.
Le groupe a suivi les indigènes dans leur camp de Thompson's Canyon, maintenant connu sous le nom de Yellow House Canyon (en) dans l'actuel Lubbock, au Texas, où ils ont attaqué le 18 mars. Les chasseurs ont été repoussés et les indigènes se sont échappés, y compris le captif blanc Herman Lehmann (en), qui a été blessé dans la bataille.
Les chasseurs ont eu quatre blessés et un autre est mort des suites de ses blessures. L'armée a rapporté plus tard que les indigènes avaient eu 35 morts et 22 blessés. Ce fut l'un des derniers conflits armés entre les Amérindiens et les immigrants.